# The Nearness of You (песня)
«The Nearness of You» (с англ. — «Близость к тебе») — популярная песня, написанная Хоги Кармайклом на слова Неда Вашингтона. Опубликованная в 1937 году песня предназначалась для фильма Paramount Pictures «Роман в темноте», но производство было приостановлено, и фильм так и не был завершен.
Песня впервые была записана вокалистом оркестра Гленна Миллера Рэем Эберленом в 1940 году. Эта запись впервые попала в чарт бестселлеров Billboard 20 июля 1940 года и продержалась в нем восемь недель, достигнув 5-й строчки. Другие популярные версии того времени были записаны оркестром Кея Кайсера (вокал Гарри Бэббита), Диной Шор с оркестром Пола Уэстона, и Эдди Ховардом с оркестром Лу Эдриана. В 1953 году Боб Мэннинг достиг 16-го места в поп-чартах с этой песней. Альбом дуэтов Эллы Фицджеральд и Луи Армстронга 1956 года, Ella and Louis, включал версию этой песни, в которой Фицджеральд солировала вокально, в то время как Армстронг солировал как вокально, так и на трубе. Аккомпанемент обеспечивала небольшая группа из трио Оскара Питерсона с участием Питерсона на фортепиано, Рэя Брауна на басу и Херба Эллиса на гитаре, к которым присоединился Бадди Рич на барабанах.